# Eudulophasia unicolor
Eudulophasia unicolor är en fjärilsart som beskrevs av Herrich-Schäffer sensu Möschler 1877. Eudulophasia unicolor ingår i släktet Eudulophasia och familjen mätare. Inga underarter finns listade i Catalogue of Life.